# Alaverdi Ramazanov
Alaverdi Ramazanov (República de Daguestan, Rusia; 29 de noviembre de 1994) es un peleador de Muay Thai y kickboxer ruso que actualmente compite en la categoría de peso gallo de ONE Championship. Ramazanov es el Campeón Mundial Inaugural de Kickboxing de Peso Gallo de ONE, además de ser un tres veces Campeón Mundial de Muay Thai de IFMA y un doce veces de campeón nacional de Rusia de Muay Thai.

## Primeros años
Creciendo en Daguestán, Ramazanov inicialmente participó en Natación. Sin embargo, a los 13 años de edad, centró su atención en el Muay Thai.

## Carrera de Muay Thai y Kickboxing
Alaverdi Ramazanov hizo su debut en Muay Thai debut a los 18 años. Se trasladó a Tailandia a los 21 para entrenar  en Venum Training Camp para desarrollar sus habilidades de Muay Thai.

### ONE Championship
Ramazanov hizo su debut en ONE en ONE Championship: Kingdom of Heroes el 6 de octubre de 2018 contra el fuerte favorito Phetmorakot Petchyindee Academy. A pesar de recibir un corte en la nuca, Ramazanov superó a Phetmorakot y consiguió la victoria por decisión unánime.
Luego enfrentó a Andrew Miller en ONE Championship: Heart of the Lion el 9 de noviembre de 2018. Ramazanov venció a Miller por KO en sólo 57 segundos del primer asalto. El KO de Ramazanov sobre Miller se estableció como el nocaut más rápido de ONE Super Series hasta el nocaut de Kohei "Momotaro" Kodera de 41 segundos sobre Singtongnoi Por.Telakun en ONE Championship: Immortal Triumph el 6 de septiembre de 2019.
Sólo dos semanas después, Ramazanov enfrentó en corto aviso a Saemapetch Fairtex en ONE Championship: Conquest of Champions el 23 de noviembre de 2018. A pesar de mantener una pelea cerrada y competitiva, Ramazanov perdió la pelea por decisión unánime.
El 16 de febrero de 2019, Alaverdi Ramazanov enfrentó a Kongsak P.K. SaenchaiMuaythaiGym en ONE Championship: Clash of Legends. Una vez más, Ramazanov fue capaz de mantener una pelea cerrado pero perdió la pelea por decisión dividida.
Ramazanov enfrentarí al veterano Ognjen Topic en ONE Championship: Dreams of Gold el 16 de agosto de 2019. Alaverdi Ramazanov fue capaz de tirar a Topic tres veces en el primer asalto, consiguiendo una victoria por TKO.

#### Reinado titular de Peso Gallo de ONE
Su victoria sobre Ognjen Topic lo haría merecedor de oportunidad titular contra Zhang Chenglong por el Campeonato Mundial Inaugural de Kickboxing de Peso Gallo de ONE en ONE Championship: Mark Of Greatness el 6 de diciembre de 2019. A pesar de pelear la mayor parte de su carrera bajo las reglas de Muay Thai y mostrar señales de desgaste en los últimos asaltos, Alaverdi Ramazanov fue capaz de adaptarse y conseguir un knockdown crucial para ganar la pelea por decisión unánime, convirtiéndose en el primer Campeón Mundial de Kickboxing de Peso Gallo de ONE.
Alaverdi Ramazanov estaba programado para defender su título de Kickboxing de Peso Gallo de ONE contra el Campeón Mundial Reinante de Muay Thai de Peso Gallo de ONE Nong-O Gaiyanghadao en ONE Championship: Heart of Heroes el 20 de marzo de 2020. Él previamente había expresado interés en enfrentar a Nong-O. Sin embargo, la pelea nunca se materializó y el evento fue cancelado por Pandemia de COVID-19.
Ramazanov hizo la primera defensa de su título contra Capitan Petchyindee Academy en ONE Championship: Unbreakable. El 22 de enero de 2021, Ramazanov perdió la pelea por TKO en el segundo asalto.

#### Post-reinado titular
Ramazanov enfrentó al ex-contendiente al título de Muay Thai de Peso Pluma de ONE Pongsiri P.K.Saenchaimuaythaigym en ONE Championship: NextGen III el 26 de noviembre de 2021. Ramazanov ganó la pelea por KO en el primer asalto.
Ramazanov enfrentó en una revancha a Capitan Petchyindee Academy en ONE 161, bajo reglas de Muay Thai. Ramazanov vengó su derrota por decisión dividida.
Ramazanov estaba programado para enfrentar al Nong-O Gaiyanghadao por el Campeonato Mundial de Muay Thai de Peso Gallo de ONE en ONE on Prime Video 6 La pelea luego fue trasladada para el evento inaugural de ONE Friday Fights, el 20 de enero de 2023 en el reconocido Lumpini Boxing Stadium. Ramazanov perdió la pelea por nocaut en el tercer asalto.
Ramazanov enfrentó a Mavlud Tupiev el 10 de marzo de 2023, en ONE Friday Fights 8. Perdió la pelea por decisión unánime.
Ramazanov enfrentó a Alessandro Sara el 1 de septiembre de 2023, en ONE Friday Fights 31. Ganó la pelea por KO en el primer asalto. 

## Campeonatos y logros
- ONE Championship
  - Campeonato Mundial de Kickboxing de Peso Gallo de ONE (Una vez; inaugural)
- International Federation of Muaythai Amateur
  - Campeón Mundial de Muay Thai de la IFMA
  - Campeón Europeo de Muay Thai de la IFMA
- Russian Muaythai Federation
  - Campeón Nacional de Rusia de Muay Thai (Doce veces)

Premios
- Peleador del Año 2019 en los Orion Awards[26]

## Récord en Muay Thai y Kickboxing
| Récord en Muay Thai y Kickboxing                                 | Récord en Muay Thai y Kickboxing | Récord en Muay Thai y Kickboxing | Récord en Muay Thai y Kickboxing        | Récord en Muay Thai y Kickboxing | Récord en Muay Thai y Kickboxing           | Récord en Muay Thai y Kickboxing | Récord en Muay Thai y Kickboxing |
| ---------------------------------------------------------------- | -------------------------------- | -------------------------------- | --------------------------------------- | -------------------------------- | ------------------------------------------ | -------------------------------- | -------------------------------- |
| 64 Victorias, 10 Derrotas                                        |                                  |                                  |                                         |                                  |                                            |                                  |                                  |
| Fecha                                                            | Resultado                        | Oponente                         | Evento                                  | Localización                     | Método                                     | Ronda                            | Tiempo                           |
| 01-09-2023                                                       | Victoria                         | Alessandro Sara                  | ONE Friday Fights 31                    | Bangkok, Tailandia               | KO (Codazo)                                | 1                                | 1:39                             |
| 10-03-2023                                                       | Derrota                          | Mavlud Tupiev                    | ONE Friday Fights 8                     | Bangkok, Tailandia               | Decisión (Unánime)                         | 3                                | 3:00                             |
| 20-01-2022                                                       | Derrota                          | Nong-O Gaiyanghadao              | ONE Friday Fights 1                     | Bangkok, Tailandia               | KO (Golpes)                                | 3                                | 2:12                             |
| Por el Campeonato Mundial de Muay Thai de Peso Gallo de ONE.     |                                  |                                  |                                         |                                  |                                            |                                  |                                  |
| 29-09-2022                                                       | Victoria                         | Capitan Petchyindee Academy      | ONE 161                                 | Kallang, Singapur                | Decisión (Dividida)                        | 3                                | 3:00                             |
| 26-11-2021                                                       | Victoria                         | Pongsiri P.K. Saenchai           | ONE Championship: NextGen III           | Kallang, Singapur                | KO (Puñetazo)                              | 1                                | 2:39                             |
| 22-01-2021                                                       | Derrota                          | Capitan Petchyindee Academy      | ONE Championship: Unbreakable           | Kallang, Singapur                | KO (Patada a la Pierna y Cross de Derecha) | 2                                | 1:56                             |
| Perdió el Campeonato Mundial de Kickboxing de Peso Gallo de ONE. |                                  |                                  |                                         |                                  |                                            |                                  |                                  |
| 06-12-2019                                                       | Victoria                         | Zhang Chenglong                  | ONE Championship: Mark of Greatness     | Kallang, Singapur                | Decisión (Unánime)                         | 5                                | 3:00                             |
| Ganó el Campeonato Mundial de Kickboxing de Peso Gallo de ONE.   |                                  |                                  |                                         |                                  |                                            |                                  |                                  |
| 16-08-2019                                                       | Victoria                         | Ognjen Topic                     | ONE Championship: Dreams of Gold        | Kallang, Singapur                | TKO (Regla de 3 Knockdowns)                | 1                                | 2:25                             |
| 16-02-2019                                                       | Derrota                          | Kongsak P.K. SaenchaiMuaythaiGym | ONE Championship: Clash of Legends      | Bangkok, Tailandia               | Decisión (Dividida)                        | 3                                | 3:00                             |
| 23-11-2018                                                       | Derrota                          | Saemapetch Fairtex               | ONE Championship: Conquest of Champions | Pásay, Filipinas                 | Decisión (Unánime)                         | 3                                | 3:00                             |
| 09-11-2018                                                       | Victoria                         | Andrew Miller                    | ONE Championship: Heat of Lion          | Kallang, Singapur                | TKO (Golpes)                               | 1                                | 0:57                             |
| 06-10-2018                                                       | Victoria                         | Petchmorakot Petchyindee Academy | ONE Championship: Kingdom of Heroes     | Bangkok, Tailandia               | Decisión (Unánime)                         | 3                                | 3:00                             |
| 2018-05-06                                                       | Derrota                          | Jarwdjew Singnakonkui            | Real Hero Tournament, Quarter Finals    | Bangkok, Tailandia               | Decisión                                   | 3                                | 3:00                             |
| 2018-04-08                                                       | Derrota                          | Celestin Mendes                  | Duel 3                                  | París, Francia                   | Decisión                                   | 5                                | 3:00                             |
| 2018-01-28                                                       | Derrota                          | Beerthai Por Yuttapoom           | MAX Muay Thai                           | Pattaya, Tailandia               | Decisión                                   | 3                                | 3:00                             |
| 2017-12-16                                                       | Victoria                         | Islem Hamech                     | La Nuit Des Challenges 17               | Francia                          | Decisión                                   | 5                                | 3:00                             |
| 2017-12-03                                                       | Victoria                         | Tungngern Aot Bor Tor Tasala     | MAX Muay Thai                           | Pattaya, Tailandia               | KO                                         | 3                                |                                  |
| 2017-10-28                                                       | Victoria                         | Aiman Al Radhi                   | Duel 2                                  | París, Francia                   | Decisión                                   | 3                                | 3:00                             |
| 2017-05-18                                                       | Victoria                         | Kamal Aousti                     | Boxing Event                            | Sarcelles, Francia               | Decisión                                   | 3                                | 3:00                             |
| 2017-03-01                                                       | Victoria                         | Praganchai                       | MC Fight                                | Tailandia                        | KO                                         | 1                                |                                  |
| 2016-05-08                                                       | Victoria                         | Wuttichai Sor Jor Piaktapong     | MAX Muay Thai                           | Pattaya, Tailandia               | Decisión                                   | 3                                | 3:00                             |
| 2016-04-17                                                       | Victoria                         | Jimmy Sitmonchai                 | MAX Muay Thai                           | Pattaya, Tailandia               | Decisión                                   | 3                                | 3:00                             |
| 2016-02-16                                                       | Derrota                          | Jodan                            | Lumpinee Stadium                        | Bangkok, Tailandia               | Decisión                                   | 5                                | 3:00                             |
| 2015-12-26                                                       | Derrota                          | Somboun Vongsa                   | Super Muaythai                          | Bangkok, Tailandia               | Decisión                                   | 3                                | 3:00                             |